# Sława i Fortuna
Sława i Fortuna – wybór listów Stanisława Lema do jego tłumacza Michaela Kandla z lat 1972–1987, wydany nakładem Wydawnictwa Literackiego w 2013 roku.
Podobną pozycją są Listy albo opór materii - zbiór listów pisanych przez Lema do różnych instytucji i osób oraz Listy Lema i Mrożka.